# Gerard King
Gerard King (New Orleans, 25 novembre 1972) è un ex cestista statunitense, professionista in Italia e nella NBA.

## Carriera
Con gli Stati Uniti ha disputato i Campionati mondiali del 1998.

## Statistiche

### College
| Anno      | Squadra           | PG  | PT | MP   | TC%  | 3P%  | TL%  | RP  | AP  | PRP | SP  | PP   |
| --------- | ----------------- | --- | -- | ---- | ---- | ---- | ---- | --- | --- | --- | --- | ---- |
| 1990-1991 | Nicholls Colonels | 27  | -  | 26,2 | 51,8 | 0,0  | 60,9 | 6,7 | 0,9 | 1,5 | 1,3 | 13,3 |
| 1991-1992 | Nicholls Colonels | 28  | 23 | 25,3 | 50,0 | 0,0  | 64,1 | 5,3 | 0,9 | 1,1 | 1,1 | 13,3 |
| 1993-1994 | Nicholls Colonels | 27  | 27 | 32,3 | 53,0 | -    | 62,0 | 8,9 | 2,0 | 2,3 | 1,0 | 18,5 |
| 1994-1995 | Nicholls Colonels | 28  | 28 | 30,7 | 56,3 | 100  | 70,3 | 7,8 | 1,1 | 1,6 | 1,5 | 21,6 |
| Carriera  | Carriera          | 110 | 78 | 28,6 | 53,2 | 16,7 | 64,4 | 7,1 | 1,2 | 1,6 | 1,2 | 16,7 |

### NBA

#### Regular season
| Anno       | Squadra           | PG  | PT | MP   | TC%  | 3P% | TL%  | RP  | AP  | PRP | SP  | PP  |
| ---------- | ----------------- | --- | -- | ---- | ---- | --- | ---- | --- | --- | --- | --- | --- |
| 1998-1999† | San Antonio Spurs | 19  | 0  | 3,3  | 42,9 | -   | 61,1 | 0,7 | 0,2 | 0,1 | 0,1 | 1,2 |
| 1999-2000  | Wash. Wizards     | 62  | 28 | 17,1 | 50,2 | -   | 74,2 | 4,0 | 0,8 | 0,5 | 0,2 | 5,3 |
| 2000-2001  | Wash. Wizards     | 45  | 3  | 15,7 | 51,1 | -   | 80,0 | 2,9 | 0,7 | 0,3 | 0,2 | 4,8 |
| Carriera   | Carriera          | 126 | 31 | 14,5 | 50,3 | -   | 74,4 | 3,1 | 0,7 | 0,4 | 0,2 | 4,5 |

#### Play-off
| Anno     | Squadra           | PG | PT | MP  | TC%  | 3P% | TL% | RP  | AP  | PRP | SP  | PP  |
| -------- | ----------------- | -- | -- | --- | ---- | --- | --- | --- | --- | --- | --- | --- |
| 1999†    | San Antonio Spurs | 8  | 0  | 1,8 | 50,0 | -   | -   | 0,5 | 0,1 | 0,0 | 0,1 | 0,5 |
| Carriera | Carriera          | 8  | 0  | 1,8 | 50,0 | -   | -   | 0,5 | 0,1 | 0,0 | 0,1 | 0,5 |

## Palmarès
- Campionato NBA: 1

San Antonio: 1999